# Frank Rost
Frank Rost (ur. 30 czerwca 1973 w Karl-Marx-Stadt) – niemiecki piłkarz, występował na pozycji bramkarza.

## Kariera klubowa
Rost pochodzi z miasta Karl-Marx-Stadt, obecnie zwanym Chemnitz. Karierę piłkarską rozpoczął jednak w Lipsku w tamtejszym klubie Lokomotive, ale mając 9 lat podjął treningi w Chemie Böhlen. Jako 13-latek powrócił do Lokomotywy, a następnie przez krótki okres był zawodnikiem amatorskiej drużyny 1. FC Markkleeberg.
W 1992 roku, po zjednoczeniu Niemiec, Rost przeniósł się na zachód i został piłkarzem Werderu Brema. W kolejnych latach pozostawał w cieniu Olivera Recka. W 1993 roku nie rozgrywając żadnego meczu został mistrzem Niemiec, a rok później będąc w podobnej sytuacji zdobywcą Pucharu Niemiec. W Bundeslidze zadebiutował dopiero w sezonie 1995/1996, a fakt ten miał miejsce 11 sierpnia 1995 w zremisowanym 1:1 spotkaniu z Fortuną Düsseldorf. Wystąpił wówczas w 14 ligowych spotkaniach na skutek kontuzji Recka. W kolejnych dwóch sezonach tylko 2 razy pojawiał się na boiskach Bundesligi, a Werder plasował się w środku tabeli. Latem 1998 Reck odszedł do FC Schalke 04 i Frank stał się pierwszym bramkarzem klubu z Weserstadion. Wywalczył wówczas swój drugi w karierze puchar kraju. W 2000 roku awansował do jego finału, ale Werder uległ Bayernowi Monachium 0:3. Natomiast w sezonie 2001/2002 w spotkaniu z Hansą Rostock (4:3) zdobył w 90. minucie zwycięskiego gola dla swojego klubu stając się tym samym drugim bramkarzem po Jensie Lehmannie, który strzelił w Bundeslidze bramkę z gry. Przez 10 lat pobytu w Werderze rozegrał 147 ligowych meczów.
Latem 2002 Rost odszedł z Werderu i podpisał kontrakt z FC Schalke 04. Kosztował 6,5 miliona euro. Tam spotkał swojego dawnego kolegę z Bremy, Olivera Recka. Tym razem to jednak Frank został pierwszym bramkarzem klubu. Swój pierwszy ligowy mecz w barwach Schalke rozegrał 10 sierpnia, a klub z Gelsenkirchen pokonał VfL Wolfsburg 1:0. W pierwszych 2 sezonach nie odnosił z Schalke większych sukcesów, ale w sezonie 2004/2005 najpierw wywalczył wicemistrzostwo Niemiec, a następnie wystąpił w finale krajowego pucharu (Schalke przegrało 1:2 z Bayernem). W sezonie 2005/2006 zagrał w fazie grupowej Ligi Mistrzów oraz zajął 4. miejsce w Bundeslidze. Zdobył też Puchar Ligi Niemieckiej. W Schalke spędził także rundę jesienną sezonu 2006/2007, jednak po dobrym początku przegrał rywalizację z młodym golkiperem drużyny, Manuelem Neuerem.
Zimą 2007 Rost zdecydował się odejść z klubu i za milion euro trafił do walczącego o utrzymanie Hamburger SV. Wygrał rywalizację ze Stefanem Wächterem oraz Saschą Kirschsteinem i stał się pierwszym bramkarzem. Pomógł HSV w utrzymaniu i na koniec sezonu zajął z tym zespołem 7. pozycję.
| Sezon   | Klub          | Kraj   | Rozgrywki  | Mecze | Bramki |
| ------- | ------------- | ------ | ---------- | ----- | ------ |
| 1992/93 | Werder Brema  | Niemcy | Bundesliga | 0     | 0      |
| 1993/94 | Werder Brema  | Niemcy | Bundesliga | 0     | 0      |
| 1994/95 | Werder Brema  | Niemcy | Bundesliga | 0     | 0      |
| 1995/96 | Werder Brema  | Niemcy | Bundesliga | 15    | 0      |
| 1996/97 | Werder Brema  | Niemcy | Bundesliga | 0     | 0      |
| 1997/98 | Werder Brema  | Niemcy | Bundesliga | 2     | 0      |
| 1998/99 | Werder Brema  | Niemcy | Bundesliga | 28    | 0      |
| 1999/00 | Werder Brema  | Niemcy | Bundesliga | 34    | 0      |
| 2000/01 | Werder Brema  | Niemcy | Bundesliga | 34    | 0      |
| 2001/02 | Werder Brema  | Niemcy | Bundesliga | 34    | 1      |
| 2002/03 | FC Schalke 04 | Niemcy | Bundesliga | 33    | 0      |
| 2003/04 | FC Schalke 04 | Niemcy | Bundesliga | 27    | 0      |
| 2004/05 | FC Schalke 04 | Niemcy | Bundesliga | 31    | 0      |
| 2005/06 | FC Schalke 04 | Niemcy | Bundesliga | 32    | 0      |
| 2006/07 | FC Schalke 04 | Niemcy | Bundesliga | 7     | 0      |
| 2006/07 | Hamburger SV  | Niemcy | Bundesliga | 17    | 0      |
| 2007/08 | Hamburger SV  | Niemcy | Bundesliga | 34    | 0      |
| 2008/09 | Hamburger SV  | Niemcy | Bundesliga | 34    |        |
| 2009/10 | Hamburger SV  | Niemcy | Bundesliga | 34    |        |
| 2010/11 | Hamburger SV  | Niemcy | Bundesliga | 30    |        |

## Kariera reprezentacyjna
W reprezentacji Niemiec Rost zadebiutował 27 marca 2002 roku w wygranym 4:2 towarzyskim meczu z USA. W 2003 roku zaliczył jeszcze trzy występy w kadrze, w tym jeden w eliminacjach do Euro 2004, gdy w 46. minucie meczu z Wyspami Owczymi (2:0) zmienił Olivera Kahna.